# Lake Dallas
Lake Dallas es una ciudad situada en el condado de Denton, Texas, Estados Unidos. Tiene una población estimada, a mediados de 2024, de 7915 habitantes.

## Geografía
La localidad está ubicada en las coordenadas 33°7′40″N 97°1′22″O / 33.12778, -97.02278. Según la Oficina del Censo, tiene una superficie total de 7.12 km², de los cuales 6.29 km² corresponden a tierra firme y 0.83 km² están cubiertos de agua.

## Demografía
Según el censo de 2020, en ese momento la localidad tenía una población de 7708 habitantes. La densidad de población era de 1225.44 hab./km².
| Raza                   | Núm. | Porc.  |
| ---------------------- | ---- | ------ |
| Blancos                | 4898 | 63.54% |
| Afroamericanos         | 490  | 6.36%  |
| Amerindios             | 132  | 1.71%  |
| Asiáticos              | 159  | 2.06%  |
| Isleños del Pacífico   | 7    | 0.09%  |
| De otras razas         | 885  | 11.48% |
| De una mezcla de razas | 1137 | 14.75% |

Del total de la población, el 30.10% eran hispanos o latinos de cualquier raza.